# Marquesado de Saluzzo

Italia en 1494. El marquesado de Saluzzo en la parte noroccidental.

El marquesado de Saluzzo fue un antiguo estado "italiano" situado en la región del Piamonte y gobernado por los marqueses de Saluzzo en la Edad Media y Renacimiento (1175-1548). El marquesado comprendía parte de las actuales provincias italianas de Cuneo y Turín. Recibía el nombre de la ciudad de Saluzzo e incluía Carmañola, Castellar, Manta, Racconigi y Roccasparvera. Los territorios que tradicionalmente han pertenecido al marquesado han sido los comprendidos entre los ríos Po, Estura y los Alpes.
Fue originalmente un condado donado como feudo por parte del marqués de Turín, Ulrico Manfredo, al Marqués de Susa Bonifacio del Vasto, de la importante familia de Savona Del Vasto. Bonifacio lo cedió a su hijo primogénito Manfredo, momento a partir del cual los Del Vasto fueron los condes de la ciudad de Saluzzo, trasmitiendo el título de forma hereditaria y actuando de hecho como territorio independiente. En 1175 el emperador Federico I Barbarroja ascendió el condado a la categoría de marquesado. Fue anexionado por Francia en 1549 durante las Guerras Italianas.
El 1 de octubre de 1588 fue ocupado por las tropas de Saboya, que aprovecharon la guerra civil francesa, en las que Carlos Manuel I de Saboya, apoyaba a la Liga Católica.
En 1601, mediante el Tratado de Lyon, Francia lo cedería al Ducado de Saboya. A cambio de cesiones saboyanas en el Ródano.
Gioffredo della Chiesa († París, 1553), que fue el notario y secretario del último marqués de Saluzzo (Gabriel de Saluzzo), recopiló hacia 1530 una crónica de la historia del marquesado.

## Lista de los marqueses de Saluzzo
- Manfredo I (1125-1175)
- Manfredo II (1175-1215)
- Manfredo III (1215-1244)
- Tomás I (1244-1296)
- Manfredo IV (1296-1330)
  - Manfredo V, guerra civil con su hermano hasta 1332
  - Federico I, guerra civil con su hermano hasta1332
- Federico I (1332-1336)
- Tomás II (1336-1357)
- Federico II (1357-1396)
- Tomás III (1396-1416)
- Ludovico I (1416-1475)
- Ludovico II (1475-1504)
- Miguel Antonio (1504-1528)
- Giovanni Ludovico (1528-1529, d.1563), depuesto

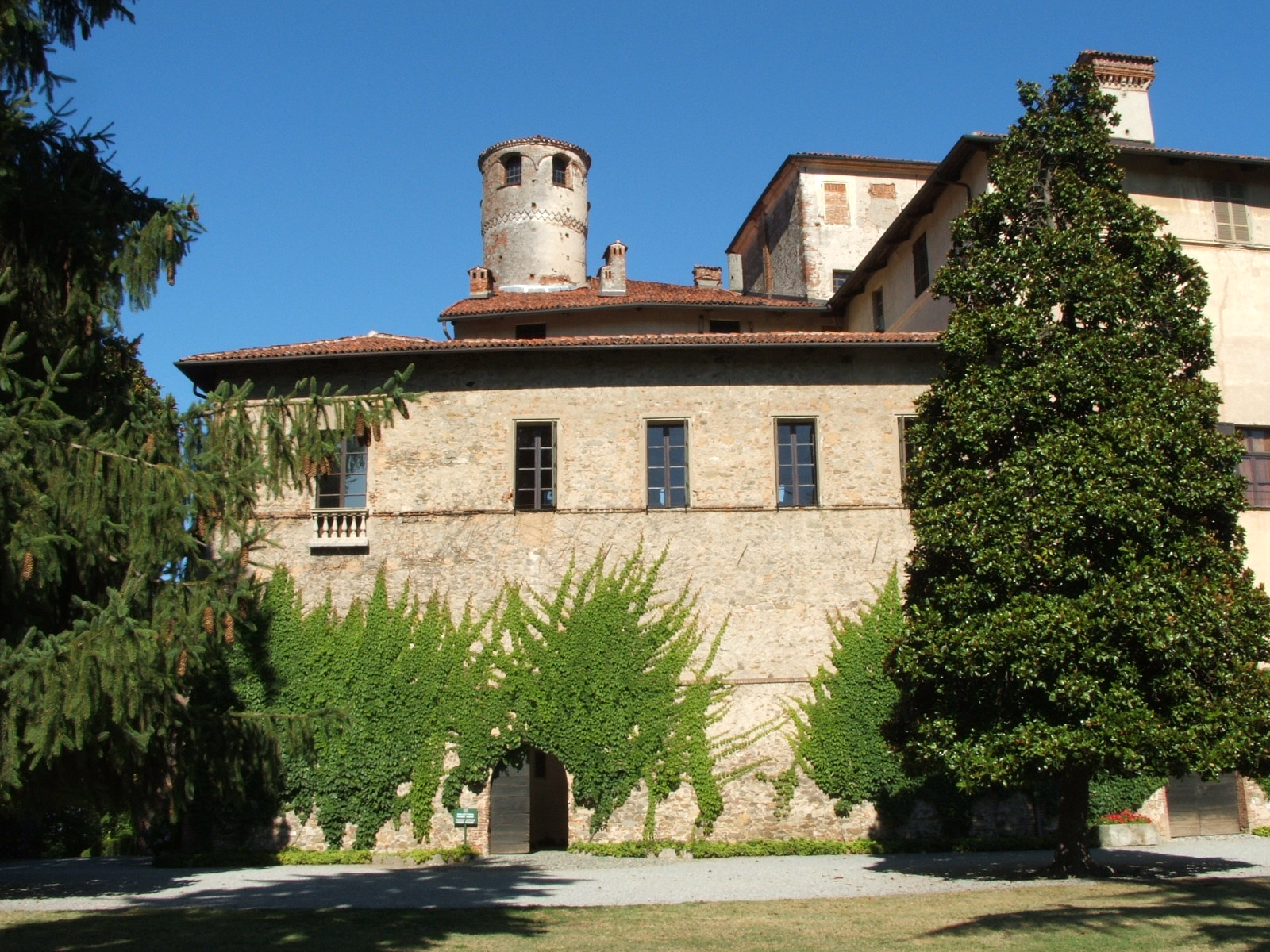
Castello della Manta, una antigua posesión de los marqueses de Saluzzo, próximo a esta ciudad.

- Franceco Ludovico (1529-1537)
- Gabriel (1537-1548)
- Carlos I (1638-1675)